# Дальневосточный пограничный округ
Краснознамённый Дальневосточный пограничный округ (КДПО) — военно-административное оперативное объединение (пограничный округ) пограничных войск КГБ СССР и ФПС России.
Данное объединение, в разные исторические периоды под различными названиями, осуществляло задачу по охране государственной границы СССР с Монголией и Китаем на участке от Бурятской АССР включительно, до Приморского края и всего Тихоокеанского побережья РСФСР.
Ввиду того что объединение в ходе многочисленных реформ разделялось на отдельные соединения, а после заново объединялось в единое формирование, в статье рассматривается общая история всех соединений, входивших в его состав.

## История

### Исторические предпосылки в период Царской России
Экспансия Российской империи на Дальний Восток начинается с половины XVII века. Одной из первых, хотя и неудачных, попыток проникнуть в Приамурье был разведывательный поход Еналея Бахтеярова в 1640 году. В 1645 году экспедиция Василия Пояркова достигла побережья Охотского моря. В 1648—1649 годах Ерофей Хабаров совершил плавание по среднему участку Амура. В 1652 году казачье войско под командованием Бекетова Петра начали освоение Даурии.
В 1689 году был заключён российско-китайский Нерчинский договор по разграничению верхнего и среднего течения Амура.
21 октября 1727 года Россия и Китай заключили Кяхтинский договор об определении границы на участке от реки Аргунь до Саянских гор.
До второй четверти XIX века фактическая граница Российской империи проходила по Оренбургской и Сибирской укреплённой линии. До 1868 года она определяла таможенный барьер в российско-азиатской торговле.
Дальнейшее усиление военного присутствия Российской империи в Восточной Сибири и на Дальнем Востоке связано с событиями 50-х годов XIX века, когда из-за восстания тайпинов в 1850—1864 годах и англо-франко-китайской войной в 1856—1860 годах в Китае сложилась острая политическая ситуация. Российская империя желая упредить проникновение в бассейн реки Амур США, Великобритании и Франции, начала усиленное освоение Забайкалья и Дальнего Востока. С этой целью с середины 50-х годов XIX века в Восточной Сибири началось создание военных постов на линии разделения с Китаем. Основанием данному процессу послужил Айгунский трактат 1858 года «о вечной дружбе России и Китая», который закрепил стремление обоих государств к скорейшему определению границ и закреплял статус по спорным территориям. Главным условием трактата явился запрет на судоходство по реке Амур и его притокам любым судам кроме китайских и российских.
Вопрос международных пограничных соглашений по демаркации границ осложнялся отсутствием географических карт. К примеру, до середины XIX века не было точно известно, куда именно впадает Амур и является ли Сахалин островом.
Весной 1854 года по приказу генерал-адъютанта Муравьёва была отправлена военная экспедиция из 891 военнослужащего, которые на нескольких судах проплыли по Шилке и Аргуни от Шилкинского Завода до Мариинска и соединившись с отрядом Геннадия Невельского по течению Амура вышли к побережью Тихого океана. Данное событие послужило основанием для заключения Айгунского трактата 1858 года. Этим же трактатом был пересмотрен Нерчинский договор 1689 года, который утвердил новые границы по верхнему и среднему течению Амура.
К 1861 году демаркация границы России и Китая была закончена. В 1886 году была проведена дополнительная корректировка границы.
В середине 50-х годов XIX века началось переселение забайкальских казаков в низовья Амура для формирования пограничных постов. В связи с нехваткой личного состава, для организации охраны границы были сформированы из коренных жителей так называемые «туземные полки» — бурятские и тунгусский. Было создано 4 бурятских полка численностью по 600 человек в каждом и 1 тунгусский полк на 500 человек.
Указом Александра III от 15 октября 1893 года на основе пограничной стражи департамента таможенных сборов Министерства финансов был сформирован Отдельный корпус пограничной стражи (ОКПС), который организационно упорядочил охрану границы. Данная реформа не коснулась войск Сибирского и Забайкальского казачьего войска, которые не входя в ОКПС продолжали охрану границы на участке от Семиречья до Дальнего Востока вплоть до 1917 года.
Исключение касалось только охраны Китайской восточной железной дороги для которой в составе ОКПС был сформирован Заамурский округ.
Данный округ выполнял задачу по охране стратегически важной для Российской империи транспортной артерии с выходом на Тихий океан. В связи с этим округ представлял собой крупное объединение состоявшее на канун Первой мировой войны из 6 пехотных полков, 6 кавалерийских полков, 4 конно-горных артиллерийских батарей и 4 железнодорожных полков. Численность соединения превышала 25 000 человек.
Официально охранная стража КВЖД прекратила существование в июле 1920 года.

### Межвоенный период
28 мая 1918 года был подписан Декрет о создании пограничной охраны Советской республики.
1 февраля 1919 года по распоряжению Революционного военного совета пограничная охрана была преобразована в пограничные войска. Пограничные округа были переименованы в пограничные дивизии, районы — в пограничные стрелковые полки, подрайоны — в батальоны, дистанции — в роты. Всего было сформировано три пограничные дивизии, в каждой из которых имелось пять полков и пять кавалерийских дивизионов.
В связи с тяжёлой ситуацией на фронтах Гражданской войны, 18 июля 1919 года Совет Труда и Обороны включил пограничные войска в состав действующей армии.
19 января 1921 года решением Совета Труда и Обороны пограничные войска были выведены из состава армии.
Под руководством председателя ВЧК Ф. Э. Дзержинского к июню 1921 года было сформировано 15 пограничных бригад, общей численностью 36 000 человек, что составило меньше половины принятого штата пограничных войск.
6 апреля 1920 года на съезде трудящихся Прибайкалья в Верхнеудинске провозглашена Дальневосточная республика (ДВР).
19 декабря 1920 года приказом по ДВР были созданы первые пограничные районы в Забайкалье: Троицко-Савский, Мензо-Акшинский и Акшинский.
3 декабря 1922 года Полномочное представительство ГПУ по Дальнему Востоку, находящееся в Чите, отдало распоряжение о направлении частей РККА 5-й армии на охрану границ. 4 января 1923 года был издан первый приказ по пограничным войскам. Эта дата считается днём основания Дальневосточного пограничного округа.
Первоначально было создано 4 губернских участка: Забайкальский, Амурский, Приамурский и Приморский. Охрана осуществлялась 8 пограничными эскадронами и 2 отдельными стрелковыми батальонами, переданными из состава 5-й Краснознамённой армии.
16 ноября 1922 года Дальневосточная республика была включена в состав РСФСР.
В феврале 1923 в Чите началось формирование Дальневосточного округа ГПУ.
25 февраля 1924 г приказом Начальника ОГПУ пограничные органы и войска объединены в единый аппарат пограничной охраны ОГПУ. Пограничные органы и войска переформированы в пограничные отряды, комендатуры и заставы.
В октябре-ноябре 1929 года пограничные войска Дальневосточного округа ГПУ участвовали в конфликте на Китайско-Восточной железной дороге.
28 апреля 1930 года пограничная охрана Дальневосточного края постановлением Президиума ЦИК СССР была награждена орденом Красного знамени.
27 августа 1930 года приказом ОГПУ создано Управление пограничной охраны и войск Полномочного Представителя ОГПУ Восточно-Сибирского края (Восточно-Сибирский округ). Этой датой охрана границы на границе восточнее Тувинской Народной Республики была разделена на Управление пограничных войск Восточно-Сибирского округа (Забайкалье) и Управление пограничных войск Дальневосточного округа.
Дальневосточный округ кроме охраны сухопутной границы с Китаем, также нёс ответственность за охрану советской половины острова Сахалин и побережья Тихого океана от Приморского края на юге, до территории современной Магаданской области включительно на севере (на тот исторический период — Камчатская область).
В период с 29 июля по 11 августа 1938 года пограничные войска НКВД Дальневосточного округа принимали участие в боестолкновениях у озера Хасан.
8 марта 1939 года произошло разделение Управления пограничных войск НКВД Дальневосточного округа на Управление пограничных войск НКВД Приморского и Хабаровского округов. При разделении участков ответственности часть тихоокеанского побережья досталась Хабаровскому округу.
Пограничные войска Хабаровского округа охраняли сухопутную границу с Китаем и дислоцировались на территории Хабаровской, Амурской, Нижнеамурской, Сахалинской и Еврейской автономной областей. Управление округа находилось в Хабаровске.
К началу Великой Отечественной войны состав округов НКВД, выполнявших охрану государственной границы Дальнего Востока, был следующим (отряды указаны в порядке следования с востока на запад и с юга на север):
- Управление пограничных войск Приморского округа — Владивосток
  - 59-й Посьетский Краснознамённый пограничный отряд — Приморская область. В служебных документах также именовался как Хасанский[11];
  - 62-й морской пограничный отряд — Владивосток;
  - 69-й Ханкайский пограничный отряд — н. п. Комиссаровский, Уссурийская область;
  - 57-й Иманский ордена Трудового Красного Знамени пограничный отряд — Уссурийская область. В служебных документах также именовался как Хабаровский[11][12];
  - 58-й Гродековский Краснознамённый пограничный отряд — Уссурийская область. На боевом знамени именовался как Уссурийский, а в служебных документах как Никольск-Уссурийский (см.примечание)[8][11];
  - 60-й ордена Ленина морской пограничный отряд — дислокация базы в Петропавловск-Камчатский, Камчатская область;
  - 61-й морской пограничный отряд — Магадан, Камчатская область;
  - Окружная школа младшего начсостава и другие подразделения — Владивосток.
- Управление пограничных войск Хабаровского округа — Хабаровск
  - 52-й Сахалинский ордена Ленина морской пограничный отряд — дислокация базы в г. Александровск-на-Сахалине, Сахалинская область;
  - 65-й морской пограничный отряд — Комсомольск-на-Амуре, Нижне-Амурская область;
  - 75-й Иннокентьевский пограничный отряд — Нижне-Амурская область. В служебных документах также именовался как Буреинский[11];
  - 77-й Бикинский пограничный отряд — Хабаровская область;
  - 70-й Казакевичевский пограничный отряд — Хабаровская область;
  - 63-й Биробиджанский пограничный отряд — Еврейская автономная область. Вопреки названию был дислоцирован в н. п. Ленинское в 114 километрах южнее Биробиджана[13];
  - 76-й Екатерино-Никольский пограничный отряд — Еврейская автономная область;
  - 56-й Благовещенский Краснознамённый пограничный отряд — Амурская область;
  - 78-й Кумарский пограничный отряд — Амурская область;
  - Отдельный батальон связи — Хабаровск;
  - Окружная школа младшего начсостава и другие подразделения — Хабаровск.

Примечание: Наименование Уссурийский в довоенный период принадлежало 58-му пограничному отряду — как официальное, а в послевоенный период — 57-му отряду — как почётное.

### Великая Отечественная и советско-японская войны
С началом боевых действий по всем пограничным округам НКВД произошла мобилизация военнослужащих на действующий фронт.
Из состава Забайкальского округа в ноябре-декабре 1942 года в Чите была сформирована 106-я Забайкальская стрелковая дивизия войск НКВД (к окончанию войны — 106-я стрелковая Днепровско-Забайкальская Краснознамённая ордена Суворова 2-й степени дивизия).
В дивизию кроме военнослужащих Забайкальского округа вошли также пограничники из других округов. К примеру, командир отделения разведки дивизиона 362-го артиллерийского полка 106-й стрелковой дивизии Герой Советского Союза Павел Анищенков служил в Приморском пограничном округе.
Из состава Хабаровского и Приморского округов в октябре 1942 года в Хабаровске была сформирована 102-я Дальневосточная стрелковая дивизия войск НКВД (к окончанию войны — 102-я стрелковая Дальневосточная Новгород-Северская ордена Ленина Краснознамённая ордена Суворова 2-й степени дивизия
В ночь с 8 на 9 августа 1945 года началась Маньчжурская операция в ходе которой пограничники Хабаровского округа и Приморского округа совместно с частями Красной армии перешли государственную границу и атаковали позиции японских и маньчжурских войск. Основной задачей, поставленной перед пограничниками, была охрана тыла войск и коммуникаций 1-го Дальневосточного и 2-го Дальневосточного фронтов.
С 9 по 10 августа судна Зейской бригады речных бронекатеров Хабаровского округа выполнили 3 десантных операции: Сахалянско-Айгуньская, Хадаянско-Тахарченская и Манчжоутунско-Мачанская. Целью операций ставилась высадка пограничников на южный берег Амура и захват плацдармов для наступающих соединений Красной армии.
Сторожевые корабли Дальневосточного округа совместно с кораблями Тихоокеанского флота участвовали в боевых действиях на море. В основном боевая деятельность сводилась к высадке десантов на острова, занятые японскими войсками.
К 3 сентября участие пограничников в советско-японской войне закончилось
За успешное участие в советско-японской войне следующие формирования Хабаровского и Дальневосточного округов НКВД были удостоены:
- почётных наименований:
  - Отдельный батальон связи Хабаровского округа — «Амурский»
  - 60-й Камчатский морской пограничный отряд — «Курильский»
  - 52-й Сахалинский пограничный отряд и дивизион сторожевых кораблей 62-го Владивостокского морского пограничного отряда — «Сахалинский»
  - 57-й Имановский пограничный отряд — «Уссурийский»
- Орден Красного Знамени:
  - 69-й Ханкайский пограничный отряд
  - 75-й Буреинский пограничный отряд
  - 77-й Бикинский пограничный отряд
  - 76-й Хинганский пограничный отряд
  - 3-й отдельный авиационный пограничный полк
  - пограничный сторожевой корабль «Киров»
  - пограничный сторожевой корабль «Дзержинский»
- Орден Кутузова II степени:
  - 58-й Гродековский пограничный отряд
  - 59-й Хасанский пограничный отряд
- Орден Александра Невского:
  - 78-й Кумарский пограничный отряд
- Орден Красной Звезды:
  - 58-й Гродековский Краснознамённый пограничный отряд

### Послевоенный период
2 октября 1945 года Управление пограничных войск Приморского края было преобразовано в Управление пограничных войск на Тихом океане. Одновременно на основе 52-го Сахалинского пограничного отряда Хабаровского округа был создан Сахалинский пограничный округ с управлением в г. Южно-Сахалинск и на основе 60-го Камчатского пограничного отряда Приморского округа был создан Камчатский пограничный округ. Оба новых округа были подчинены Управлению пограничных войск на Тихом океане.
2 июня 1953 года Управление пограничных войск Забайкальского округа было расформировано а войска были переданы в состав Дальневосточного округа, за исключением 29-го Кызылского пограничного отряда, который был передан в Управление пограничных войск Казахского округа.
2 июня 1953 года Управление пограничных войск Хабаровского округа было преобразовано в Управление пограничных войск Дальневосточного округа.
В 1954 году, в связи с нормализацией обстановки на советско-китайской границе, был расформирован 78-й Кумарский пограничный отряд, чьи подразделения были переданы 56-му Благовещенскому пограничному отряду.
22 января 1960 года Управление пограничных войск КГБ Дальневосточного округа было преобразовано в Хабаровскую оперативную группу пограничных войск КГБ.
В 1960 году был расформирован 55-й Джалиндский пограничный отряд. В 1965 году он был повторно создан.
Приказом КГБ от 13 марта 1963 года группа была вновь преобразована в Дальневосточный пограничный округ. Управление округа в Хабаровске.
31 марта 1967 года выделением из Дальневосточного пограничного округа был заново создан Забайкальский пограничный округ. В его состав от Дальневосточного округа отошли 51-й Кяхтинский, 53-й Хинганский, 54-й Нерчинский и 55-й Джалиндский пограничные отряды.
В 1968 году в связи с усилением советско-китайского раскола был восстановлен 78-й пограничный отряд на месте прежней дислокации с новым наименованием Шимановский.
После 1968 года и до распада СССР состав Дальневосточного округа не изменился.

### После распада СССР
В связи с тем что Дальневосточный пограничный округ полностью дислоцировался на территории РСФСР, распад СССР не повлиял на его состав. Округ без изменений просуществовал до начала 1998 года.
8 декабря 1997 года Президентом Российской Федерации был принят указ «О дополнительных мерах по реформированию системы Федеральной Пограничной службы Российской Федерации». По данному указу все пограничные округа были упразднены.
На базе округа сформировано Дальневосточное региональное пограничное управление ФПС России (ДРПУ ФПС России), с 1 июля 2003 года — вошло в состав ФСБ России, с 2005 года — сформировано Региональное пограничное управление ФСБ России по Дальневосточному федеральному округу (РПУ по ДФО ФСБ России). С 23 июля 2004 года на базе головных пограничных отрядов появились Пограничные управления, которые с июля 2005 года вышли из оперативного подчинения Регионального погрануправления. С октября 2007 года пограничные отряды преобразованы в Службы, пограничные комендатуры — в Отделы, пограничные заставы — в Отделения.

## Состав округа

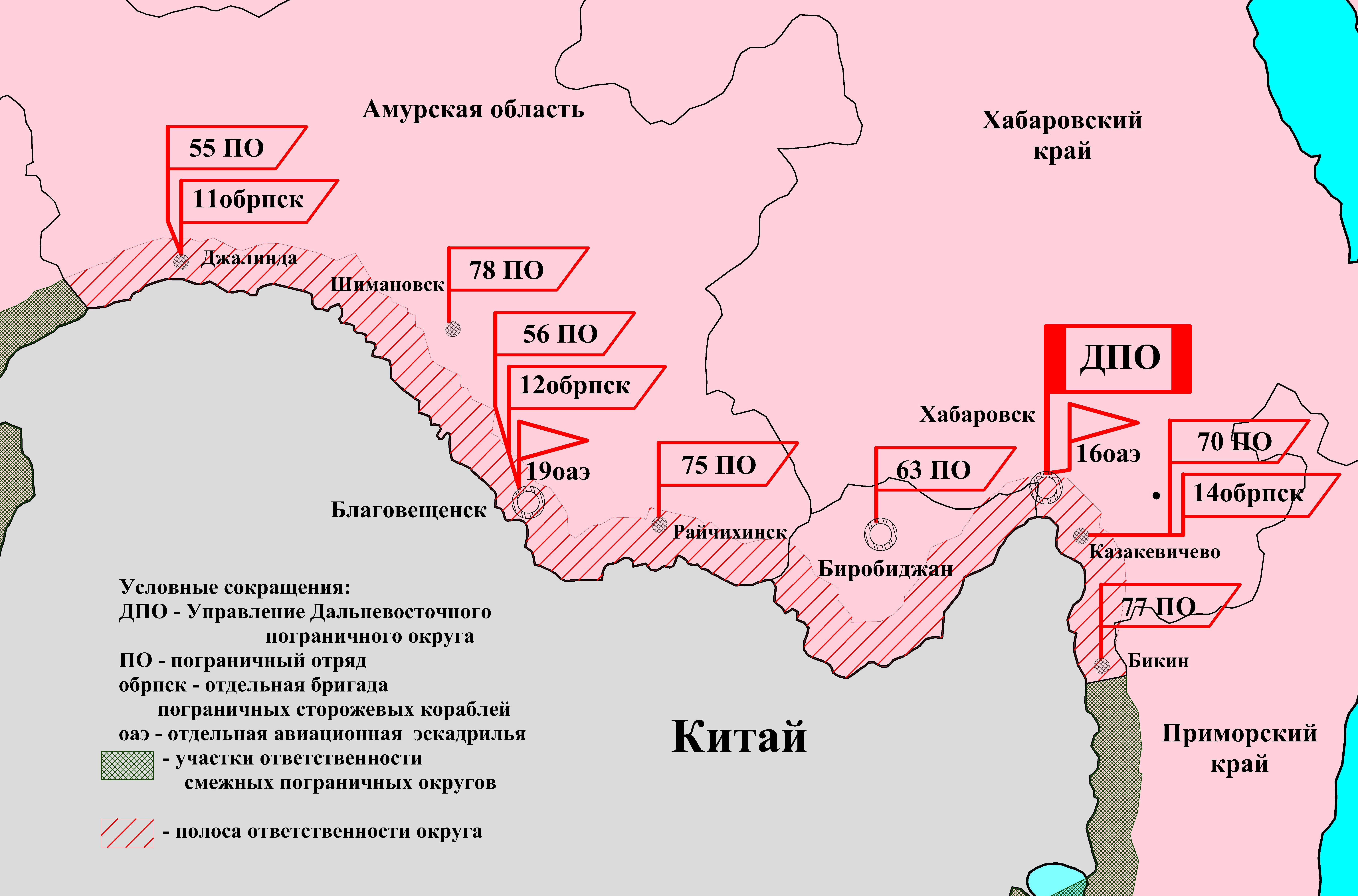
Дальневосточный пограничный округ на 1991 год.
Расположение отрядов

Состав Дальневосточного пограничного округа перед распадом СССР.
Отряды и бригады указаны по расположению с востока на запад и с юга на север, выделено почётное наименование формирования:
- Управление округа — Хабаровск
  - Комендатура управления округа (в/ч 2457) — Хабаровск
- 77-й Бикинский Краснознамённый пограничный отряд (в/ч 2254) — Хабаровский край
- 70-й Казакевичевский Краснознамённый пограничный отряд (в/ч 9783) — Хабаровский край
- 63-й Биробиджанский пограничный отряд (в/ч 2495) — Еврейская автономная область
- 75-й Райчихинский Краснознамённый пограничный отряд (в/ч 2098) — Амурская область
- 56-й Благовещенский Краснознамённый пограничный отряд (в/ч 2068) — Амурская область
- 78-й Шимановский ордена Александра Невского пограничный отряд (в/ч 2074) — Амурская область
- 55-й Сковородинский ордена Красной Звезды пограничный отряд (в/ч 2487) — Амурская область
- Отдельный контрольно-пропускной пункт «Николаевск-на-Амуре»
- 14-я отдельная бригада пограничных сторожевых кораблей (в/ч 2492) — н. п. Казакевичево, Хабаровский край
- 12-я отдельная бригада пограничных сторожевых кораблей (в/ч 2486) — Благовещенск
- 11-я отдельная бригада пограничных сторожевых кораблей (в/ч 2536) — н. п. Джалинда, Амурская область
- 13-я отдельная бригада пограничных сторожевых кораблей (в/ч 2537) — с. Ленинское, Еврейская автономная область
- 16-я отдельная авиационная эскадрилья (в/ч 2460) — Хабаровск
- 19-я отдельная авиационная эскадрилья (в/ч 9787) — Благовещенск
- 120-й отдельный Амурский батальон связи (в/ч 2039) — Хабаровск
- 16-я межокружная школа сержантского состава (в/ч 9801)— н. п. Прогресс, Амурская область
- Окружной военный госпиталь (в/ч 2573) — Хабаровск
- отдельная инженерно — строительная рота (в/ч 2552) — Хабаровск
- отдельная инженерно — строительная рота (в/ч 2551) — Благовещенск
- отдельная инженерно — строительная рота (в/ч 2577) — Благовещенск

## Герои Советского Союза
Следующие военнослужащие Хабаровского округа НКВД, участвовавшие в Великой Отечественной войне, были удостоены звания Герой Советского Союза:
- Приходько, Пётр Сергеевич — командир пулемётного взвода 40-го стрелкового полка 102-й стрелковой дивизии. Звание присвоено посмертно, 24 августа 1944 года.

## Начальники войск Дальневосточного пограничного округа
Полный список начальников войск округа:
- Кондратьев, Сергей Игнатьевич — 1923—1930;
- Чернышёв Василий Васильевич — 1930—1937;
- Соколов, Фёдор Георгиевич — 1937—1938;
- Федотов, Александр Николаевич — 1938—1939;
- Никифоров Анатолий Александрович — 1939—1946;
- Буньков Степан Михайлович — 1946—1948;
- Антонов Константин Акимович — 1948—1949;
- Орлов, Пётр Павлович — 1949—1950;
- Банных, Степан Анисимович — 1950;
- Орлов, Пётр Павлович — 1950—1956;
- Иванов, Борис Алексеевич — 1956 — июнь 1961;
- Секретарёв, Константин Фёдорович — июнь 1961 — апрель 1962;
- Косовец, Александр Кириллович — апрель 1962 — март 1964;
- Сеньков, Леонид Яковлевич — март 1964—1971;
- Песков, Николай Денисович[20] — 1971 — апрель 1975;
- Крыловский, Владлен Михайлович — апрель 1975 — сентябрь 1981;
- Кортелайнен, Карл Ефремович — сентябрь 1981 — июнь 1982;
- Стус, Владимир Иванович — июнь 1982—1985;
- Бутенко, Владимир Дорофеевич — июль 1985—1992;
- Лукашевич Николай Филиппович — 1992—1994;
- Гольбах, Александр Васильевич — 1994—1997.

## Печатный орган
Газета журнального типа «Дальневосточный пограничник» — еженедельное издание КДПО (52 выпуска в год). Выходила с 10 июля 1943 года. Учредитель: Главное управление Пограничных войск НКВД СССР/ Главное управление Пограничных войск КГБ/Федеральная пограничная служба РФ, издатель: КДПО/КЖИ «Граница» ФСБ России. Формат А4, 2-х цвет (зелёный), С. 16—20. Адрес: 680000, Хабаровск, ул. Волочаевская, 146. Номер регистрации СМИ: 012603. Подписной индекс: 54572. Редакция расформирована в 2011 году.
Печаталась в Хабаровске.
Регионы распространения: Амурская область, Сахалинская область, Хабаровский край, Приморский край, Еврейская АО.